# Alvin Toffler
Alvin Toffler (4. října 1928 New York – 27. června 2016 Los Angeles) byl vlivný americký spisovatel, novinář a futurolog, známý svými prácemi na téma digitální revoluce, komunikační revoluce, korporátní revoluce a technologické singularity.

## Život
Při studii lingvistiky na Newyorské univerzitě se seznámil se svou budoucí manželkou a po bakalariátu se jako aktivisté odstěhovali na Středozápad, kde pět let pracovali jako tovární dělníci. Toffler pak pracoval jako korespondent z Bílého domu, psal pro časopis Fortune a zpracovával dlouhodobé výhledy pro velké firmy (IBM, IT&T). Působil jako hostující badatel v Nadaci Russella Segea, hostující profesor na Cornellově univerzitě a profesor Nové školy sociálního výzkumu. Byl nositelem čestných doktorátů v oboru humanitních věd, práva a přírodních věd. Byl jmenován Officier de l'Ordre des Arts et Lettres ve Francii a zvolen členem Americké asociace pro rozvoj vědy.
Jeho manželka Heidi Tofflerová (1929–2019) byla mimořádnou profesorkou na Univerzitě národní obrany ve Washingtonu. Získala medaili od prezidenta Italské republiky za svůj přínos pro sociální myšlení.
Manželé Heidi a Alvin Tofflerovi patřili po několik desetiletí mezi přední americké futurology a sociální myslitele současného světa. Založili poradenskou firmu Toffler Associates, která se zabývá strategickým plánováním. Společně napsali několik knih, které se považují za sociologickou a prognostickou klasiku a dlouhá léta kralovaly na žebříčcích bestsellerů.

## Šok z budoucnosti
Tato kniha pojednává o změnách a o tom, jak se lidé se změnami vyrovnávají. Tofflerovi se snaží čtenáře na přicházející změny připravit, aby se vyhnuli šoku z budoucnosti, čili nemoci ze změny. Změna je totiž společným jmenovatelem celé naší společnosti. Změny se na nás valí ze všech stran a ne každý se s nimi umí úplně vypořádat.

## Třetí vlna
V této knize je vývoj společnosti rozdělen do tří etap:
- V první vlně většina lidí konzumovala to, co si sami obstarali. Neexistovalo ještě dělení na výrobce a spotřebitele.
- V druhé vlně jsou rozbity struktury první vlny, protože přestávají být funkční. Dochází k rozvoji specializací a lidé už nejsou odkázání jen na to, co si sami ulovili a vyrobili.
- Nyní vstupujeme do třetí vlny a pokoušíme se vytvořit kombinaci dvou předešlých vln.

## Posun moci
Tofflerovi navrhovali nedělit svět na země chudé a bohaté, ale na rychlé a pomalé. V dnešním světě se neustále vše zrychluje, takže pomalé země budou muset zrychlit svoje ekonomiky, jinak ztratí objednávky a investice, respektive úplně vypadnou ze závodů. Zrychlení způsobuje i to, že zdroje, které dnes pokládáme za základní, se mohou velice brzy stát nepotřebnými. Z tohoto důvodu se moc bude přesouvat do rukou těch, kteří mají nějaké množství dostatečně klíčových látek. Levná pracovní síla přestává být výhodná, protože v některých odvětvích představuje plat pouze 10% nákladů. Důležitější úspory přináší technologie, informační toky.

## Nová civilizace
Kniha kromě dvou kapitol sestává z textů již dříve publikovaných, a to v knihách Šok z budoucnosti, Třetí vlna a Posun moci, které však byly pro tento účel upraveny a zkráceny. Vznikl tak ucelený přehled koncepce třetí vlny a hlavních následků, jež přinese.
V této knize Tofflerovi dějiny lidstva popisují jako sled několika převratných vln změny. Konkrétně identifikují tři vlny změny:
- Neolitická revoluce
- Průmyslová revoluce
- Revoluce informačních technologií

Před první vlnou žilo lidstvo v malých skupinách a živilo se sběračstvím a lovením. V určitém okamžiku člověk přešel ze stadia lovecko-sběračského k pěstování kulturních plodin a chovu domácích zvířat – 1. vlna, která se postupně šířila po celém světě. Když v 17. století vypukla průmyslová revoluce (2. vlna), první vlna ještě nebyla vyčerpaná. Tudíž se po Zemi valily dva odlišné procesy změny. Nástup třetí vlny můžeme hledat přibližně v 50. letech v USA a dalších rozvinutých zemích. Dá se říct, že první vlna fakticky doznívá avšak druhá vlna se ještě plně nevyčerpala. Opět se tedy podle Tofflerových po Zemi valí dvě odlišné vlny.
Střet první a druhé vlny byl provázen sociálními otřesy, revolucemi a válkami. Při nástupu třetí vlny zde máme podobnou situaci. Tato vlna, respektive střet této vlny s druhou, vyvolává na celém světě sociální napětí, konflikty a nestabilitu politických systémů. Není to však nic neobvyklého, protože obrovské změny ve společnosti nemohou nastat bez konfliktu.
Tofflerovi si mysleli, že ani v současné době není boj o moc mezi elitami druhé a třetí vlny dokončen. Podle nich globální soutěž vyhrají ty země, které dokončí transformaci do třetí vlny s nejmenšími nepokoji.

## Dílo
- 1970 Šok z budoucnosti (Future shock) – česky Praha: Práce 1992
- 1980 Třetí vlna (The Third wave)
- 1990 Posun moci (Power shift)
- 1994 Nová civilizace: Třetí vlna a její důsledky (Creating a New Civilization. The Politics of the Third Wave) – česky Praha: Dokořán 2001
- 1995 Válka a antiválka (War and antiwar) – česky Praha: Dokořán 2002